# Katherine Schwarzenegger
Pour les articles homonymes, voir Schwarzenegger (homonymie).
Katherine Eunice Schwarzenegger, née le 13 décembre 1989, est une autrice américaine. Fille aînée de l'acteur et homme politique Arnold Schwarzenegger et de la journaliste Maria Shriver, membre de la famille Kennedy, elle a comme grand-oncle John F. Kennedy, le 35e Président des États-Unis.

## Biographie

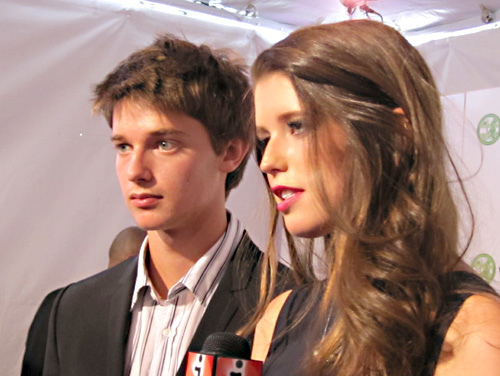
Katherine et son frère, Patrick, 27 octobre 2010

Katherine est née et a grandi à Los Angeles, en Californie. Elle est l’aînée de l'acteur et homme politique, Arnold Schwarzenegger (né en Autriche), et la journaliste et autrice, Maria Shriver (aux origines irlandaises et allemandes).
Sa grand-mère, Eunice est la sœur cadette de l'ancien président américain John F. Kennedy. Son grand-père Sargent Shriver a été un ambassadeur des États-Unis en France et candidat démocrate pour le vice-présidence des États-Unis à l'élection de 1972.
Elle a une sœur plus jeune, Christina Schwarzenegger, et deux frères plus jeunes, Patrick et Christopher Schwarzenegger. Du côté de son père, elle a également un demi-frère, Joseph Baena,.
En mai 2012, elle obtient un diplôme en communication de l'Annenberg School for Communication & Journalism à l'université du Sud de la Californie. Sa mère prononce le discours d'ouverture par satellite lors de la cérémonie.

### Vie privée
Le 18 juillet 2018, il a été confirmé qu'elle est en couple avec l'acteur Chris Pratt. Ils se sont mariés le 8 juin 2019. Le 25 avril 2020, il a été annoncé que le couple attendait leur premier enfant. Le 10 août 2020, le couple a accueilli leur premier enfant, une fille prénommée Lyla Maria. Le 21 mai 2022, ils accueillent leur deuxième fille, Eloise Christina. En juin 2024, ils annoncent attendre leur troisième enfant. Le 8 novembre 2024, ils accueillent leurs troisième enfant, un garçon du nom de Ford Fitzgerald.

## Carrière
En 2010, elle a écrit un livre intitulé Rock What You've Got Elle y décrit son cheminement personnel et encourage d'autres jeunes femmes à affermir leur confiance et une image d'elles positives. Elle avait des problèmes d'image du corps entre la quatrième et la septième année, mais maintenant elle contrôle sa santé physique et mentale avec des exercices de marche et du yoga.
Après avoir obtenu son diplôme universitaire en 2012 et incertaine sur ses choix de carrière, Katherine Schwarzenegger a cherché conseils auprès de personnes variées, y compris des athlètes, des chanteurs, des entrepreneurs et des acteurs. Elle a compilé leur sagesse dans son deuxième livre— j'ai Juste obtenu un Diplôme... Et Maintenant ? —qui a été publié en 2014 en tant que “guide de survie” pour les récents diplômés d'université.
En 2017, elle signe un livre pour enfants, Maverick et moi. Le livre raconte l'histoire du sauvetage et de l'adoption de son chien, Maverick. À l'aide de sa propre expérience sur “favoriser l'échec” (lorsque la famille d'accueil se transforme en maison “fourrure pour toujours”), le livre vante les avantages de l'adoption pour animaux de compagnie et de sauvetage.

## Plaidoyer
Kathrine Schwarzenegger est ambassadrice de l'ASPCA et soutient l'organisation Best Friends Animal Society.